# Лакан, Жак
Жак Мари́ Эми́ль Лака́н (фр. Jacques-Marie-Émile Lacan; 13 апреля 1901, Париж, Франция — 9 сентября 1981, там же) — французский психоаналитик, философ

 (фрейдист, структуралист, постструктуралист) и психиатр. Одна из самых влиятельных фигур в истории психоанализа.

## Биография
Основной источник информации о биографии Жака Лакана — книга историка психоанализа Элизабет Рудинеско (Élisabeth Roudinesco) Jacques Lacan: sketch of a life, history of a thought system (1993, на русский язык не переведена)
Жак Мари Эмиль Лакан родился 13 апреля 1901 года. Он — первый ребёнок в семье, относящейся к классу средней буржуазии. Его дед по отцовской линии Эмиль Лакан был торговым представителем, который женился на Мари Джули Дессо, сестре его босса, производителя уксуса в Орлеане. Жак Лакан вырос в парижской квартире своих дедушек и бабушек, с которыми жили его родители, что привело к разрыву между отцом и дедом. Эта среда, согласно Рудинеско, отличалась «клерикализмом и враждебностью ценностям Республики и секуляризму». Его мать Эмили Бодри (1876—1948), дочь рантье, который сделал состояние на торговле металлоломом, была очень благочестивой, а отец, Альфред (1873—1960), посвятил себя работе в качестве финансового менеджера Vinsigres Dessaux в Париже.
Лакан получил традиционное католическое воспитание и классическое образование в престижном коллеже Станислава, частном католическом учебном заведении, где он блестяще учился с 1907 года в начальном, затем среднем курсе. В четырнадцать лет он обнаруживает «Этику» Спинозы. В университете изучал медицину, специализировался на психиатрии. Учителем Лакана был исследователь паранойяльного бреда и психического автоматизма Клерамбо.
К концу Первой мировой войны Лакан порвал с идеями своей среды. На курсе философии в течение 1917—1918 гг. он с большим интересом воспринял учение Жана Барузи (с которым он позже установит дружеские отношения). Из выдающихся личностей, ориентированных на научное, историческое и сравнительное исследование, примечание, Барузи интересует Лейбниц, Апостол Павел и Ангелус Силезиус. Апостол Павел будет важной ссылкой в более позднем размышлении Лакана о желании.
Лакан отказывается от веры, часто посещает книжный магазин Эдриен Моннье. Он встречает Андре Бретона и Филиппа Супо, которые экспериментируют с автоматическим письмом (например, в «Les Champs magnétiques»), своего рода свободной ассоциацией с литературными целями, имитирующими небольшой умственный автоматизм безумцев. Против совета его отца он начал изучать медицину в сентябре 1919 года.
В 1923 году Лакан первый раз слышит о Фрейде.
В том же году он был освобождён от военной службы из-за своего слабого здоровья. Опытный германист, он читает Ницше по-немецки, знакомится с книгами Джеймса Джойса.
С 1923 года он заинтересовался идеями Шарля Морраса, не придерживаясь при этом антисемитизма. В 1924 году, в конце стажировки, согласно письму Моррасу, Лакан прервал свои медицинские исследования и планировал обосноваться в Сенегале. Познакомившись с Максимом Вейганом, он, будучи новообращённым монархистом, представил себя Леону Дауде, бывшему студенту-медику, который сопровождал Зигмунда Фрейда в 1886 году во время Жана Мартена Шарко. Перед отъездом он просит поддержки, назначить встречу с Шарлем Моррасом. Их беседа длится пять минут, после чего он принимает участие во встречах «Аксьон Франсэз».
Согласно Бертрану Огилви, позитивистская социология Морраса, которая представляет предмет как продукт своего окружения, исходя из своей культуры, могла создать противоречие с концепцией, которую Эдуар Пишон подтолкнул бы к абсурду национального бессознательного. Молодой Лакан был вдохновлён со своей стороны тезисом этолога Якоба фон Уэкскюлла об определяющей роли окружающей среды не только в эволюции видов, но и в развитии языка. В этом он показывает себя верным идеям спинозизма — детерминизма, который сводит картезианскую иллюзию свободной воли к бессознательности её определений, в частности её социальных определений. В этом он предопределяет концепцию Клода Леви-Стросса, которая отождествляет развитие индивидуальной психики с игрой в социальной структуре, к которой принадлежит этот индивидуум.
Жак Лакан начинал как практикующий врач-психиатр. С 1931 он получает диплом судебного психиатра, в 1932 защищает диссертацию «О паранойяльном психозе и его отношении к личности», которая становится местом встречи психиатрии, психоанализа, сюрреализма и философии. Позднее его диссертация была опубликована в ряде научных журналов. Особенно сильное впечатление она произвела на знаменитого на тот момент испанского художника — сюрреалиста Сальвадора Дали, который по прочтении написал картину «Гнилой Осёл» («Тлеющий Осёл»).
В 1934 году Жак Лакан женится на Мари-Луиз Блонден, от которой у него родились дочь Каролина (1934) и сын Тибо (1939). После смерти первой жены, в 1953 году Лакан женился вторично, на Сильвии Батай, бывшей жене Жоржа Батая. Их дочь Жюдит (род. 1941) впоследствии стала женой Ж.-А. Миллера, одного из самых известных последователей и исследователей, признанного «лаканиста». Во время Второй Мировой Войны Жак Лакан работает в военном госпитале и не пишет ни строчки. После окончания войны он отправляется в Англию.
В 1953 году он выходит из Международной психоаналитической ассоциации и становится участником Французского психоаналитического общества. Через десять лет порвал с ортодоксальным психоанализом и основал Парижскую школу фрейдизма, которой и руководил почти до самой смерти.
В 1971 году познакомился с Жаном-Мишелем Вапперо, на которого оказал огромное влияние. В 2006 году, несмотря на сопротивление семьи Жака Лакана, Жан-Мишель Вапперо продал коллекцию рисунков и писем Жака Лакана.
Он во многом определил образ французского психоанализа и его специфику на фоне других психоаналитических подходов.
Лакан предпочитал излагать свои идеи не на бумаге, но устно, на семинарах, материалы которых стали публиковаться только в конце его жизни.
Основные сочинения: «Функция и поле речи и языка в психоанализе», «Тексты», «Семинары Жака Лакана».

## Основные идеи Лакана
Лакан во многом определил образ французского психоанализа и его специфику на фоне других психоаналитических подходов. К многогранности его исследований стоит добавить и перевес устного текстового наследия Лакана (семинаров) над письменным (статьями) в количестве и в развёрнутости аргументации и разъяснения идей. Тексты семинаров Лакана стали публиковаться только в конце его жизни. Из его сочинений наиболее известны «Функция и поле речи и языка в психоанализе», «Тексты», «Семинары Жака Лакана».

Главная заслуга Лакана состоит в структуралистской и постструктуралистской ревизии фрейдовского психоанализа. Это происходило у него в три стадии:
- предструктуралистскую (1930-е — 1940-е), когда на него влияла диалектика Г. Гегеля и А. Кожева и творчество художников-сюрреалистов,
- структуралистскую (1950-е — 1960-е), когда Лакан переосмыслил с позиций фрейдизма взгляды К. Леви-Стросса, а также лингвистов Ф. де Соссюра, Н. С. Трубецкого, Р. О. Якобсона;
- постструктуралистскую (1960-е — 1970-е), когда Лакан стал делать акцент на том, что не поддаётся символизации.

В своих исследованиях Жак Лакан никогда не терял из виду ориентацию на психоаналитическую практику и одной из главных своих целей ставил понимание того, что, собственно, происходит в процессе анализа. Свою концепцию Жак Лакан разрабатывал, среди прочего, под влиянием М. Хайдеггера и Клода Леви-Строса, которые привлекли его внимание проблемой истины, бытия и структурной теории языка.

Всё началось с того, что Лакана как психиатра не устраивали устаревшие и потому не соответствовавшие истине методы психиатрии того времени. Корень зла Лакан усмотрел в неадекватной трактовке фрейдизма в современном ему психоанализе (эго-психологии, теории объектных отношений), отчего целью его исследований стал буквальный «возврат к Фрейду» — в первую очередь, к центральному месту проблемы желания (и отношения желания к закону) в теории Фрейда. На основе общей философии фрейдизма Лакан пытается обосновать возможность лечения и диагностики психических заболеваний через речь. Этот структуралистский подход и объясняет новизну идей Лакана.

Жак Лакан серьёзно оппонировал естественно-научному психологическому подходу, при котором человек описывается как объект, подобный другим объектам мира, представленным сознанию и изучению. Вопрос о субъекте как субъекте стоит в центре лакановского творчества.

Тексты Лакана являются своеобразным феноменом словесности: помимо последовательно проводимых научных и философских выкладок, в них много юмора, колкостей, провокаций, недосказанностей. Например, у Лакана есть ряд формул, которые не имеют раз и навсегда установленного смысла, но к которым он сам возвращается, по-разному их интерпретируя, например «человеческое желание есть желание Другого», «любить — значит не давать то, что имеешь, а давать то, чего не имеешь» и т. д. Однако надо понимать, что у Лакана не было цели усложнить психоанализ и работу аналитика — наоборот, он стремился внести ясность в эту область, заросшую со времён Фрейда неопределённостями, мифами и непониманием.

Идеи Лакана повлияли не только на психоанализ, но и на философию, социологию, культурологию, кино- и искусствоведение.

### Воображаемое — Символическое — Реальное

Кольца Борромео

Сам Лакан считал базовой для своего учения схему «воображаемое» — «символическое» — «реальное», которую он начал разрабатывать с 1953 года и подробно изложил на своём самом знаменитом семинаре (1974—1975). Эту схему он обычно представлял в виде математической модели «колец Борромео». Интересно, что размыкание одного из них неминуемо приведёт к распаду всей конструкции, хотя ни одно из них не зацеплено с другим попарно.
«Воображаемое» — это порядок подобия, изначальной его опорой служит образ собственного
«Я», полагаемый по образу и подобию другого как такого же, как ты.
Одна
из первых стадий становления этого образа — стадии зеркала. Это — одно из первых дополнений Лакана к мыслям Фрейда. Стадия зеркала — это ранняя стадия самоидентификации
ребёнка 6-18 месяцев, когда он начинает узнавать себя в зеркале, выстраивать и интегрировать собственный образ в воображаемом, но в реальности не обладает ещё полной властью над собственным телом и его разрозненными проявлениями. Из этой несостыковки Лакан делает разнообразные выводы о природе человека. Лакан любил обращаться для разъяснения своих идей к образам топологии, порой трактуя её весьма фантазийным образом. В книге «Интеллектуальные уловки. Критика современной философии постмодерна» Жана Брикмона и Алана Сокала отмечаются ошибки Лакана в использовании образов математики.
«Символическое» — система различий, система означающих, наделённая синтаксисом, язык. Другой с большой буквы, находящийся по ту сторону образа другого воображаемого, является вместилищем и местом символического.
«Реальное» — диахрония, время, то, к чему субъект имеет доступ через обращение к тому же месту, где впервые был обнаружен объект, которое, однако, никогда не бывает полностью успешным возвращением к тому же самому объекту. Встреча с реальным возможна через травму, которая как раз связана с невозможностью обнаружить объект на том же месте. Наука о природе также работает с реальным, строящуюся на допущении о постоянстве некоторых аспектов природы (природа не обманывает, эксперимент в одних и тех же условиях приведёт к тем же результатам).
Эти понятия позволяют субъекту
постоянно синтезировать
прошлое и настоящее. На стыке этих понятий образуются
основные человеческие страсти:
воображаемое на стыке с реальным = ненависть; реальное на стыке с символическим = невежество; воображаемое на стыке с символическим = любовь. Именно поэтому Жак Лакан и считает эти страсти основой нашего Бытия.
Проявления символического заключены в некоем бессознательном феномене, в результате воздействия речи на субъект. Речь при этом служит интерпретацией чего-то до конца не интерпретируемого, но взывающего к интерпретации. Это обусловливало интерес Лакана к лингвистике и к фундаментальным проблемам знака и означивания. Стремясь к рациональному истолкованию этого бессознательного, Лакан углубляется в изучение роли языка и символа. Лакан толкует функцию речи как универсальный источник креативности, поскольку это — речь ДРУГОГО ЧЕЛОВЕКА, который обладает своей, другой и субъективной реальностью. Именно посредством речи, языка и лингвистики человек, по мнению Лакана, способен узнавать других людей и быть узнанным самим. Таким образом, Лакан признаёт приоритет языка по отношению к бессознательному, что находит отражение в формуле: бессознательное организовано как язык.
Эту Схему трёх регистров Лакан применял к самому себе: первый этап, доструктуралистский был посвящён «воображаемому», второй этап, структуралистский, — «символическому», третий этап, постструктуралистский, — «реальному»; в некотором отношении это соответствовало триаде Фрейда «Я» — «Сверх-Я» — «Оно».
Мысль и Бытие по Жаку Лакану не тождественны, поскольку они по-разному определяются языком и бессознательным. В своих исследованиях Жак Лакан стремится превратить психоанализ в строгую социальную и гуманитарную науку, опирающуюся на лингвистические и логико-математические понятия.

## Критика
Самой жестокой критике Лакана, как и многих других философов, подвергли исследователи из области точных наук. Например, Алан Сокал и Жан Брикмон в своей книге «Интеллектуальные уловки» наряду с критикой других постструктуралистов осуждают ту вольность, с которой Лакан оперирует терминами, заимствованными из различных областей математики, таких как, например, топология, обвиняя его в «поверхностной эрудиции» и злоупотреблениями научными понятиями, которые он, в сущности, не понимает. Малькольм Боуи высказывает мысль, что Лакан «как и все люди, рьяно противостоящие какой бы то ни было тотализиции (полной картине), в том, что мы называем гуманитарными науками, — обладал этой фатальной слабостью — любовью к системе». Некоторые из критиков отвергают работы Лакана полностью, не ограничиваясь акцентами на несостоятельности и противоречивости использования математической терминологии. Ричард Докинз в рецензии к книге Сокала и Брикмона «Интеллектуальные уловки» в связи с Лаканом говорит: «Для гарантии того, что автор всего этого — шарлатан, нам, в сущности, и не нужен математический кругозор Сокала и Брикмона. Возможно, он прав относительно вещей, не касающихся науки? Но, на мой взгляд, философ, приравнивающий эректильный орган к квадратному корню из минус единицы, полностью теряет доверие, когда дело доходит до вещей, о которых я не имею вообще какого бы то ни было представления». Франсуа Рустанг отзывается о текстах Лакана не иначе как о «бессвязной системе псевдонаучной тарабарщины» и приводит цитату Ноама Хомского, в которой тот описывает Лакана как «забавного и сознательного шарлатана».
Иного рода критике подвергали Лакана близкие к нему по мысли философы. Например, 15 марта 1980 года французский философ Луи Альтюссер на заседании Парижской школы Фрейда назвал Лакана «великолепным и жалким Арлекином». Впрочем, сам же Альтюссер предложил многое для популяризации идей и подходов Лакана.
Сегодня, несмотря на критику со стороны учёных, идеи Лакана получили широкое хождение не только в психоанализе, но и в философии и критике культуры (в том числе идеи, предлагающие критический взгляд на саму науку).
Помимо этого, существует марксистская ветка критики психоанализа Жака Лакана. Следует отметить социолога-марксиста Анри Лефевра, развившего концепцию социального пространства, и его современных последователей, группу харьковских аспирантов, основавших семинары «Рауманализ Лакана». Изучая психоанализ Лакана, Илья Ильин и Валерий Петров критикуют Лакана за а) учреждение означающего в качестве доминанты, определяющей процесс ведения психоанализа; б) подчинённость дискурсу капитализма, предопределяющему специфику формирования современных бренд-пространств.

## Книги на русском языке
- Лакан Ж. Функция и поле речи и языка в психоанализе. — М: Гнозис, 1995.
- Лакан Ж. Инстанция буквы в бессознательном или судьба разума после Фрейда. — М: Русское феноменологическое общество/Логос, 1997.
- Лакан Ж. О бессмыслице и структуре Бога
  - О бессмыслице и структуре Бога (пер. с фр. А. К. Черноглазова) // Метафизические исследования. Вып. 14. Статус иного. СПб.: Издательство Санкт-Петербургского философского общества, издательство «Алетейя», 2000. С. 218—231.
  - О бессмыслице и структуре Бога // Консультативная психология и психотерапия. 2002. № 1. С. 36-50.
- Лакан Ж. Семинары. Книга 1: Работы Фрейда по технике психоанализа (1953/54). — М.: Гнозис/Логос, 1998.
- Лакан Ж. Семинары. Книга 2: «Я» в теории Фрейда и в технике психоанализа (1954/55). — М.: Гнозис/Логос, 1999.
- Лакан Ж. Семинары. Книга 3: Психозы (1955-56). — М.: Гнозис/Логос, 2014.

- Лакан Ж. Семинары. Книга 5: Образования бессознательного (1957/58). — М.: Гнозис/Логос, 2002.
- Лакан Ж. Семинары. Книга 6: Желание и его интерпретация (1958/59). — М.: Гнозис/Логос, 2021.
- Лакан Ж. Семинары. Книга 7: Этика психоанализа (1959/60). — М.: Гнозис/Логос, 2006.
- Лакан Ж. Семинары. Книга 8: Перенос (1960/61). —М.: Гнозис/Логос, 2019
- Лакан Ж. Семинары. Книга 10: Тревога (1962/63). — М.: Гнозис/Логос, 2019
- Лакан Ж. Семинары. Книга 11: Четыре основные понятия психоанализа (1964). — М.: Гнозис/Логос, 2004.
- Лакан Ж. Семинары. Книга 17: Изнанка психоанализа (1969/70). — М.: Гнозис/Логос, 2008.
- Лакан Ж. Семинары. Книга 20: Ещё (1972/73). — М.: Гнозис/Логос, 2011.
- Лакан Ж. Имена — Отца. — М.: Гнозис/Логос, 2005.
- Лакан Ж. Написанное. Том I. — М.: Ад Маргинем Пресс, 2024.

## Семинары
1. Lacan, Jacques. L’Homme aux Loups. Séminaire 1951—1952. / Lacan J. Écrits techniques. — Paris: A.L.I., 1999. — P. 481—496.
2. Lacan, Jacques. L’Homme aux rats. Séminaire 1952—1953.
3. Lacan, Jacques. Les écrits techniques de Freud. Séminaire 1953—1954. — Paris: A.L.I., 1999.
4. Lacan, Jacques. Le moi dans la théorie de Freud et dans la technique de la psychanalyse. Séminaire 1954—1955. — Paris: A.L.I.
5. Lacan, Jacques. Les structures freudiennes des psychoses. Séminaire 1955—1956. — Paris: A.L.I., 1999.
6. Lacan, Jacques. La relation d’objet. Séminaire 1956—1957. — Paris: A.L.I.
7. Lacan, Jacques. Les formations de l’inconscient. Séminaire 1957—1958. — Paris: A.L.I.
8. Lacan, Jacques. Le désir et son interprétation. Séminaire 1958—1959. — Paris: A.L.I., 2005. — P. 576.
9. Lacan, Jacques. L’ethique de la psychanalyse. Séminaire 1959—1960. — Paris: A.F.I., 1999. — P. 590.
10. Lacan, Jacques. Le transfert, dans sa disparité subjective, sa prétendue situation, ses excursions techniques. Séminaire 1960—1961. — Paris: EPEL, 1991.
11. Lacan, Jacques. L’identification. Séminaire 1959—1960. — Paris: A.L.I.
12. Lacan, Jacques. L’angoisse. Séminaire 1962—1963. — Paris: A.L.I., 2007. — P. 408.
13. Lacan, Jacques. Les quatre concepts fondamentaux de la psychanalyse. Séminaire 1964. — Paris: A.L.I., 2007. — P. 318.
14. Lacan, Jacques. Problèmes cruciaux pour la psychanalyse. Séminaire 1964—1965. — Paris: A.L.I.
15. Lacan, Jacques. L’objet de la psychanalyse. Séminaire 1965—1966. — Paris: A.L.I.
16. Lacan, Jacques. La logique du phantasme. Séminaire 1966—1967. — Paris: A.L.I.
17. Lacan, Jacques. L’acte analytique. Séminaire 1967—1968. — Paris: EPEL, 1998.
18. Lacan, Jacques. D’un Autre à l’autre. Séminaire 1968—1969. — Paris: A.L.I.
19. Lacan, Jacques. L’envers de la psychanalyse. Séminaire 1969—1970. — Paris: A.L.I., 2006. — P. 318.
20. Lacan, Jacques. D’un discours qui ne serait pas du semblant Séminaire 1970—1971. — Paris: A.L.I., 2001.
21. Lacan, Jacques. Le savoir du psychanalyste. Séminaire 1971—1972. — Paris: A.L.I., 2001. — P. 128.
22. Lacan, Jacques. … ou pire. Séminaire 1971—1972. — Paris: A.L.I., 2000. — P. 188.
23. Lacan, Jacques. Encore. Séminaire 1972—1973. — Paris: A.L.I.
24. Lacan, Jacques. Les non-duper errent. Séminaire 1973—1974. — Paris: A.L.I., 2001. — P. 256.
25. Lacan, Jacques. R.S.I. Séminaire 1974—1975. — Paris: A.L.I., 2002. — P. 212.
26. Lacan, Jacques. Le sinthome. Séminaire 1975—1976. — Paris: A.L.I., 2001. — P. 188.
27. Lacan, Jacques. L’insu que sait de l’une-bévue s’aile à mourre. Séminaire 1976—1977. — Paris: A.L.I., 2005. — P. 136.
28. Lacan, Jacques. Le moment de conclure. Séminaire 1977—1978. — Paris: A.L.I., 2004. — P. 128.
29. Lacan, Jacques. La topologie et le temps. Séminaire 1978—1979. — Paris: A.L.I.
30. Lacan, Jacques. Dissolution. Séminaire 1980. — Paris: EPEL.

## Лакановские школы
- Школа лакановского психоанализа
- Международная лакановская ассоциация
- Фрейдова Школа Парижа
- Группа Фрейдова поля — Россия
- Всемирная Ассоциация психоанализа
- Школа Лаканова Поля
- Новая лакановская школа
- Группа лакановского психоанализа